# Agrypon seyrigi
Agrypon seyrigi är en stekelart som beskrevs av Ian D. Gauld 1978. Agrypon seyrigi ingår i släktet Agrypon och familjen brokparasitsteklar. Inga underarter finns listade i Catalogue of Life.